# پرینس ویلم
پرینس ویلم (به انگلیسی: Prins Willem) یک کشتی بود که طول آن ۴۲ متر (۱۳۷ فوت ۱۰ اینچ) بود.